# Artinsk
U geokronologiji, Artinsk je doba cisuralske epohe permskog razdoblja paleozojske ere fanerozojskog eona koji pokriva vrijeme od oko prije 284,4 milijuna i do prije 275,6 milijuna godina. Artinskko doba slijedi sakmarsko doba i prethodi kungurskom dobu iste epohe.

## Poveznice
- Geološka razdoblja